# Mensageiro instantâneo

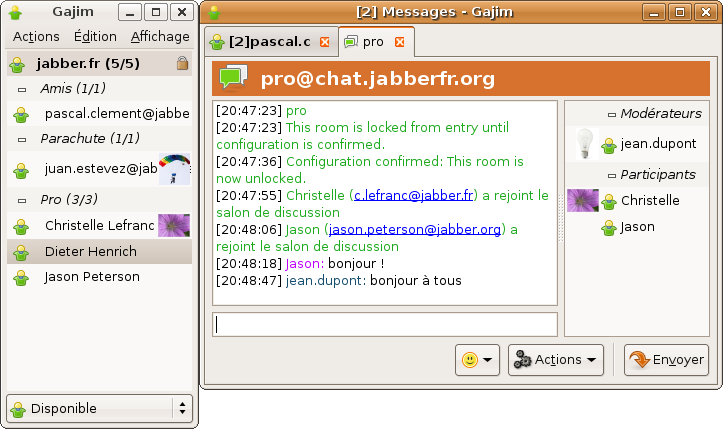
Mensageiro instantâneo Gajim.

Um mensageiro instantâneo ou comunicador instantâneo, também conhecido por IM (do inglês Instant Messaging), é uma aplicação que permite o envio e o recebimento de mensagens de texto em tempo real.
Através destes programas o usuário é informado quando algum de seus amigos, cadastrado em sua lista de contatos, está online, isto é, conectou-se à rede. A partir daí, eles podem manter conversas através de mensagens de texto as quais são recebidas pelo destinatário instantaneamente. Normalmente estes programas incorporam diversos outros recursos, como envio de figuras ou imagens animadas, documentos diversos, conversação em áudio - utilizando as caixas de som e microfone do sistema, além de video conferência (webcam).
Um dos pioneiros neste tipo de aplicação foi o ICQ, software que rapidamente alcançou o sucesso em todo o mundo e abriu caminho para o desenvolvimento de diversos outros protocolos e aplicações por parte de outras companhias. Um mensageiro instantâneo está sempre associado a um serviço de mensagens instantâneas.
Este serviço difere do e-mail na medida em que as conversações ocorrem em tempo real e simultaneamente. Ainda, a maioria dos serviços subentende um "estado" entre os intervenientes, como por exemplo, se um contacto está ou não a utilizar activamente o computador (on-line). Geralmente ambas as partes da conversação veem cada linha de texto imediatamente após ter sido escrita (linha-a-linha), tornando esse serviço mais próximo do serviço telefónico do que do serviço postal. Essas aplicações geralmente permitem também afixar uma mensagem de ausência (away), equivalente à mensagem de uma secretária eletrônica.
As conversas podem ter o histórico salvo para consulta futura, e ser transmitida de forma criptografada para aumentar a privacidade, mas é importante observar que os administradores do sistema podem ter acesso também a este histórico, pois pode ser salvo nos servidores envolvidos. Os programas de mensagens instantâneas não devem ser considerados como imunes à monitoração por terceiros a menos que utilizem programas especiais que codifiquem (utilizando métodos de criptografia) os dados transmitidos entre o transmissor e o receptor (e vice-versa).
O uso de comunicadores tem aumentado muito nos últimos anos, se alastrando para dentro das empresas. Isso tem gerado uma série de problemas para as empresas. Algumas empresas começaram a adotar o uso de comunicadores corporativos, também chamado de messenger corporativo. A diferença destes comunicadores para os comunicadores populares, está no controle. O usuário não possui autorização para adicionar contatos externos e toda a conversa é salva para possível análise posterior. Nos últimos anos, foram realizadas pesquisas que buscam aproveitar a familiaridade dos jovens com esse tipo de práticas para integrá-las em estratégias educacionais, como no caso dos grupos da WhatsApp.

## Mensageiros instantâneos em celulares e smartphones

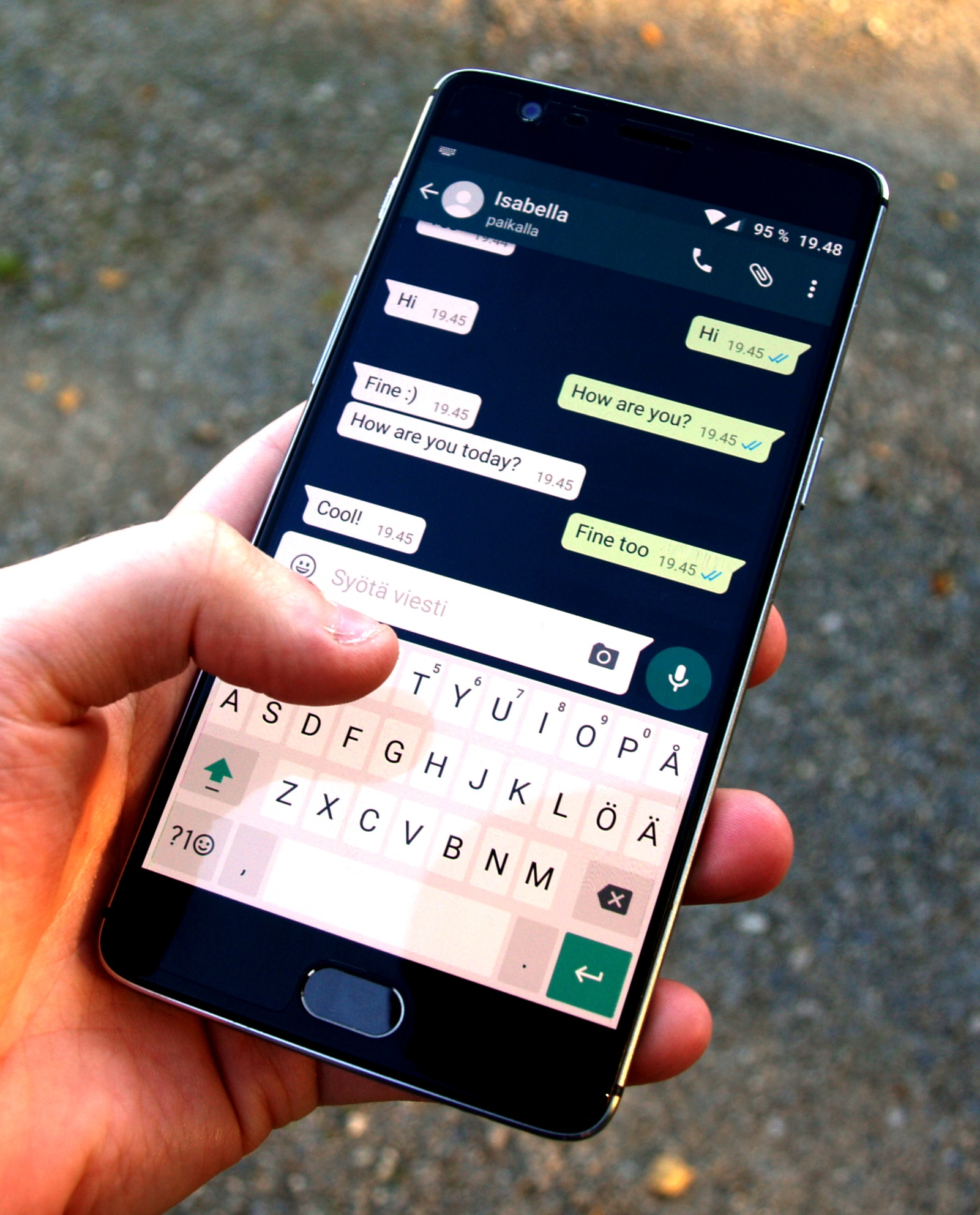
Conversa de WhatsApp

Com a chegada dos aparelhos móveis (celulares e smartphones), também cresceu a adoção dos mensageiros instantâneos em formato de aplicativos. Eles são instalados nos dispositivos móveis e enviam notificações assim que uma mensagem é recebida. São exemplos de aplicativos de mensagens instantâneas o WhatsApp, Facebook Messenger, Google Allo, WeChat Telegram, entre outros. Algumas redes sociais, como o Twitter, também possuem suas próprias versões de mensagens instantâneas - é o caso das mensagens diretas, ou DMs (do inglês "direct message"), que notificam seus usuários. No Brasil, a troca de mensagens instantâneas é um dos principais usos dos aparelhos móveis, como celulares ou smartphones: 83,3% dos lares monitorados pela Kantar disseram usar aplicativos de mensagens instantâneas em 2016, aumento de 9,8 pontos percentuais em relação ao ano anterior.

## História
Uma forma precoce de mensagens instantâneas foi a implementação do sistema PLATO utilizado no início da década de 1970. Mais tarde, o sistema de conversação implementado no UNIX/LINUX começou a ser amplamente utilizado por engenheiros e acadêmicos nos anos 80 e 90 para se comunicar pela Internet. O ICQ foi o primeiro sistema de mensagens instantâneas para computadores não-UNIX/LINUX em novembro de 1996. Desde o seu surgimento, diversas variações de mensagens instantâneas surgiram e foram desenvolvidas em paralelo em outros lugares, tendo cada aplicação seu próprio protocolo. Isto fez com que os usuários tivessem que usar um cliente para cada serviço simultaneamente para serem conectados a cada rede de mensagens. Alternativamente, surgiram programas multi-clientes que suportam vários protocolos como o Pidgin ou Trillian.
Hoje, a maioria dos serviços de mensagens adicionou a opção de enviar e receber arquivos (especialmente multimídia), informações de localização, vídeo ou áudio, incluindo telefonia IP (VoIP), e videoconferência.
Nos últimos anos, têm sido realizadas pesquisas que buscam potencializar a familiaridade dos jovens com esse tipo de prática para integrá-los às estratégias educacionais, como é o caso dos grupos WhatsApp, Facebook e Instagram.

### História dos serviços de mensageria no Brasil
Diante do monopólio representado por Big Techs, outros países vêm desenvolvendo aplicativos de mensagens instantâneas e esse movimento vem ocorrendo no Brasil, com a criação nesse país de aplicativos destinados a fornecer serviços de mensageria por desenvolvedores brasileiros, com destaque para o ZapZap, serviço criado em 2014 pelo analista de sistemas Erick Costa, um desenvolvedor brasileiro de Belém.
Mais recentemente, em 2022, uma startup fundada pelo analista de sistemas brasileiro Brunno Velasco, nascido em Niterói e estabelecido na região Sul do Brasil, criou o SayMe Messenger.

## Principais mensageiros

### Oriundos de países estrangeiros à Lusofonia
- ICQ
- Skype
- WhatsApp Messenger
- Telegram
- Facebook Messenger
- Discord
- WeChat

### Oriundos de países lusófonos
- ZapZap (Brasil)[4]
- SayMe Messenger (Brasil)[5][6]